# Альвеар, Хуан Хосе
Хуан Хосе Альвеар Кальеха (исп. Juan José Alvear Calleja, 23 сентября 1941, Мадрид, Испания) — испанский хоккеист (хоккей на траве), нападающий.

## Биография
Хуан Хосе Альвеар родился 23 сентября 1941 года в испанском городе Мадрид.
В 1968 году вошёл в состав сборной Испании по хоккею на траве на Олимпийских играх в Мехико, занявшей 6-е место. Играл на позиции нападающего, провёл 3 матча, забил 1 мяч в ворота сборной ГДР.